# Nevada State Route 318
Nevada State Route 318 ist ein Highway im US-Bundesstaat Nevada, der in Nord-Süd-Richtung verläuft.
Der Highway beginnt am U.S. Highway 93 nahe Hiko und endet nahe Preston am U.S. Highway 6. Die State Route wird oft als Abkürzung zwischen Ely und Las Vegas genutzt. Sie wird zweimal im Jahr geschlossen, da auf der NV 318 die Nevada Open Road Challenge und die Silver State Classic Challenge stattfinden.